# Црква Благе Марије Банстол
Црква Благе Марије Банстол је храм Епархије сремске Српске православне цркве у насељу Банстол, општина Сремски Карловци, подигнут у руском градитељском стилу.
Прва је српска православна црква посвећена жртвама хрватске операције Олуја, као и прва црква у руском стилу. У склопу црквеног имања биће подигнут зид плача са уписаним именима свих невино страдалих жртава.
Идеја за подизање цркве настала је 2015, градња је почела 2017. а куполе су постављене 2018. године. Црква има површину 240m².
Изградњу цркве финансијски и на друге начине помогли су бројни српски добротвори из дијаспоре.
Најављена је изградња звоника и парохијског дома.

## Галерија
- Црква током изградње
- Прочеље цркве
- Куполе
- Споменик жртвама ”Олује”
- Старо гробље у црквеној порти